# Teespring
Teespring es una plataforma de e-commerce que permite a la gente crear y vender prendas de vestir personalizadas. La empresa se fundó en 2011 por Walker Williams y Evan Stites-Clayton en Providence, Rhode Island. En 2014, la compañía había conseguido US$55 millones de capital de riesgo de Khosla Ventures y Andreessen Horowitz. En los últimos años, Teespring ha tenido que hacer importantes reformas de moderación en respuesta a distintas críticas sobre prendas de vestir que incitaban a la violencia y al racismo.

## Modelo de negocio
Cualquiera puede crear campañas para vender productos personalizados en Teespring, y son responsables tanto del diseño de los productos como de su promoción. Teespring se encarga de producir los pedidos que hayan alcanzado un objetivo mínimo de ventas, y envía los productos a sus compradores. Los productos son impresos y fabricados en múltiples localizaciones. Teespring se encarga de la distribución de los productos y del servicio al cliente. Ofrecen distintas prendas de ropa, como camisetas, sudaderas con y sin capucha, leggings y ropa para niños.

## Historia
Los estudiantes de la Universidad de Brown Walker Williams y Evan Stites-Clayton trataron de crear una empresa que pusiera en contacto a estudiantes con empresas que ofreciesen prácticas, llamada Jobzle, in 2010. Cuando un antro popular entre estudiantes llamado Fish Co. atravesaba problemas económicos en 2011, diseñaron camisetas con el mensaje  "FREE FISHCO". Incapaces de pagar un pedido de camisetas, crearon una página en la que pudieran pre-ordenarse. Necesitaban 200 pedidos para poder cubrir costes, y vendieron 400 camisetas, obteniendo US$2000 de beneficios.
Tras recibir numerosas peticiones de otras organizaciones solicitando campañas personalizadas, Walker y Evan decidieron dedicarse a tiempo completo a montar una empresa alrededor del concepto de micromecenazgo de prendas personalizadas.
Los inversores ángeles de Rhode Island Bill Cesare y Mark Weiner invirtieron los primeros US$600.000 de capital semilla. La empresa fue oficialmente lanzada en octubre de 2012 en Providence, Rhode Island.

## Crecimiento
En octubre de 2012, la compañía anunció que había alcanzado más de US$500.000 de ventas mensuales. En marzo de 2013, reportaron unas ventas de US$750.000 mensuales, y un ritmo de crecimiento del 50% mes a mes.
En diciembre de 2013, Teespring fue admitida en la aceleradora de startups Y Combinator, radicada en Mountain View, California. Antes de dos semanas tras finalizar los tres meses en la incubadora, Teespring consiguió otra ronda de financiación de US$1.3 millones, incluyendo including US$500.000 de Sam Altman, el por entonces presidente de Y-Combinator. En enero de 2014, Teespring cerró una ronda de inversión tipo Serie de US$20 millones  de capital de riesgo de la empresa Andreessen Horowitz. El socio de Andreessen, Laars Dalgaard, anteriormente de SuccessFactors, lideró la ronda, siendo su primera con Andreessen Horowitz.[cita requerida] En noviembre de 2014, el socio Keith Rabois se unió a la directiva y la empresa anunció el cierre de otra ronda de inversión (tipo Serie B) de US$35 millones de Khosla Ventures y Andreessen.
En 2015, Teespring había crecido hasta los 300 empleados en Estados Unidos. La compañía había alcanzado 120 empleados en Providence antes de reducir el número a 52 en junio de 2015. En 2016, todo el personal de Rhode Island había sido despedido y la empresa anunció sus intenciones de cerrar sus oficinas allí.

## Controversias
Teespring ha sido criticada por crear prendas con mensajes que promueven la violencia y comportamientos racistas. Pese a que la compañía dice que revisa los diseños para detectar mensajes ofensivos, ha ido siendo el foco de más y más controversisas por los diseños que produce.

### 2017
En mayo de 2017, Teespring creó controversia al vender camisetas con el mensaje "Black Women Are Trash" (las mujeres negras son basura), que llevó a muchos usuarios de Twitter a reclamar un boicot a la plataforma. Brett Miller, directivo de Teespring, declaró, "Una vez nos dimos cuenta del error, tomamos medidas para quitar todo el contenido en cuestión y dar de baja al vendedor de nuestra plataforma. Desde entonces hemos corregido el problema".
En agosto de 2017, Teespring fue acusada de vender productos supuestamente para "reclamar" el uso de la esvástica, considerado un símbolo de odio. KA Design puso a la venta diseños con la esvástica con los colores del arcoíris en Teespring, en un intento de hacer rebranding de ese símbolo usado por los Nazis. Jewish groups called for a boycott of Teespring following news of the controversial products. Otra camiseta ofrecida en la página en octubre de 2017 lucía el mensaje "Eat Sleep Rape Repeat" (Comer, Dormir, Violar, Repetir).
En noviembre de 2017, Walmart dio de baja de su catálogo una camiseta que contenía el mensaje "Rope. Tree. Journalist. Some assembly required" (Cuerda. Árbol. Periodista. Montaje necesario.), tras una queja de Radio Television Digital News Association, un grupo de interés de periodistas. La camiseta se había publicado en el catálogo de Walmart a través de Teespring (como vendedor de terceros). La revista Time reportó que en ese momento, según el U.S. Press Freedom Tracker, se habían producido 35 ataques físicos contra periodistas en 2017. Un análisis de USA Today descubrió que la empresa vendía camisetas con el mensaje "Hitler Did Nothing Wrong" (Hitler no hizo nada malo) y otras una imagen de Bill Cosby con un mensaje que decía "drinks on me ladies" (las bebidas corren de mi cuenta, muchachas).

### 2018
En abril de 2018, la compañía estuvo bajo escrutinio por poner a la venta objetos que glorificaban a Dylann Roof, un asesino en masa neo-nazi.
En junio de 2018, un artículo de Alex Dalbey en el The Daily Dot, detalló las críticas en las redes sociales contra Teespring por eliminar una línea de camisetas con el mensaje "TERFs" (acrónimo de Trans-Exclusionary Radical Feminists, Feminista Radical Trans-Excluyente). El diseño más notable ponía "Fuck TERFs". Teespring comunicó que las camisetas "violaban las secciones de discursos de odio de sus políticas de uso".
En 2018, una portavoz de la Marcha de las Mujeres declaró en la CNN que "muchas de esas páginas falsas se utilizan para vender merchandising, con los beneficios yendo a parar a personas concretas en lugar de a nuestro movimiento. Los esfuerzos por capitalizar el trabajo de movimientos sociales no son nuevos, pero es frustrante, particularmente cuando nos esforzamos para vender merchandising producido éticamente y de forma sostenible, una norma que esas páginas no siguen."

### 2020
Tras la muerte de Caroline Flack en febrero de 2020, Teespring recibió críticas por vender falsificaciones de las camisetas con el mensaje  "Be Kind" (Sé amable) creadas por Leigh Francis para  recaudar fondos para la organización de apoyo de salud mental The Samaritans. Recibió críticas por permitir la venta de material falsificado, impidiendo a la organización benéfica la recaudación de fondos.
En agosto de 2020, Teespring declaró que la palabra 'antifa' "violaba sus políticas aceptables de uso".

### 2021
El 6 de enero de 2021, durante el  asalto al Capitolio de los Estados Unidos, se hicieron fotos de un inssurrecto que vestía una camiseta de Camp Auschwitz comprada en Teespring.